# 四帶無鬚魮
四帶無鬚魮（学名：Puntius tetrazona），又称四间鱼、虎皮鱼，為輻鰭魚綱鯉形目鯉科的其中一個種。

## 分布
本魚分布於印尼蘇門答臘及婆羅洲的溪流。

## 特徵
本魚體側具有四道黑色斑紋縱向穿過該於淺棕色的軀體上，黑色背鰭上有一紅邊。胸鰭和腹鰭均是紅色，而尾鰭的紅色鰭葉中間為白色。雄魚的吻呈鮮紅色，雌魚魚體的斑紋較少。體長可達7公分。另外有許多人工培育的種類。

## 生態
本魚棲息在淡水溪流中，性情溫和，喜群游，屬雜食性，以蠕蟲、甲殼類、昆蟲、植物等為食。

## 經濟利用
為高經濟價值的觀賞性魚類，廣泛地輸出至世界各地。